# Umbertide
Umbertide es una localidad y comune italiana de la provincia de Perugia, región de Umbría, con 16.155 habitantes.

## Evolución demográfica
| Gráfica de evolución demográfica de Umbertide entre 1861 y 2001 |
|                                                                 |
| Fuente ISTAT - elaboración gráfica de Wikipedia                 |